# North Point (Signy Island)
Der North Point (englisch für Nordspitze) ist eine Landspitze, die den nördlichen Ausläufer von Signy Island im Archipel der Südlichen Orkneyinseln bildet.
Der Name der Landspitze ist erstmals auf Landkarten enthalten, die im Zuge der im Jahr 1933 durchgeführten Vermessungsarbeiten bei den britischen Discovery Investigations entstanden.